# Kártyajáték

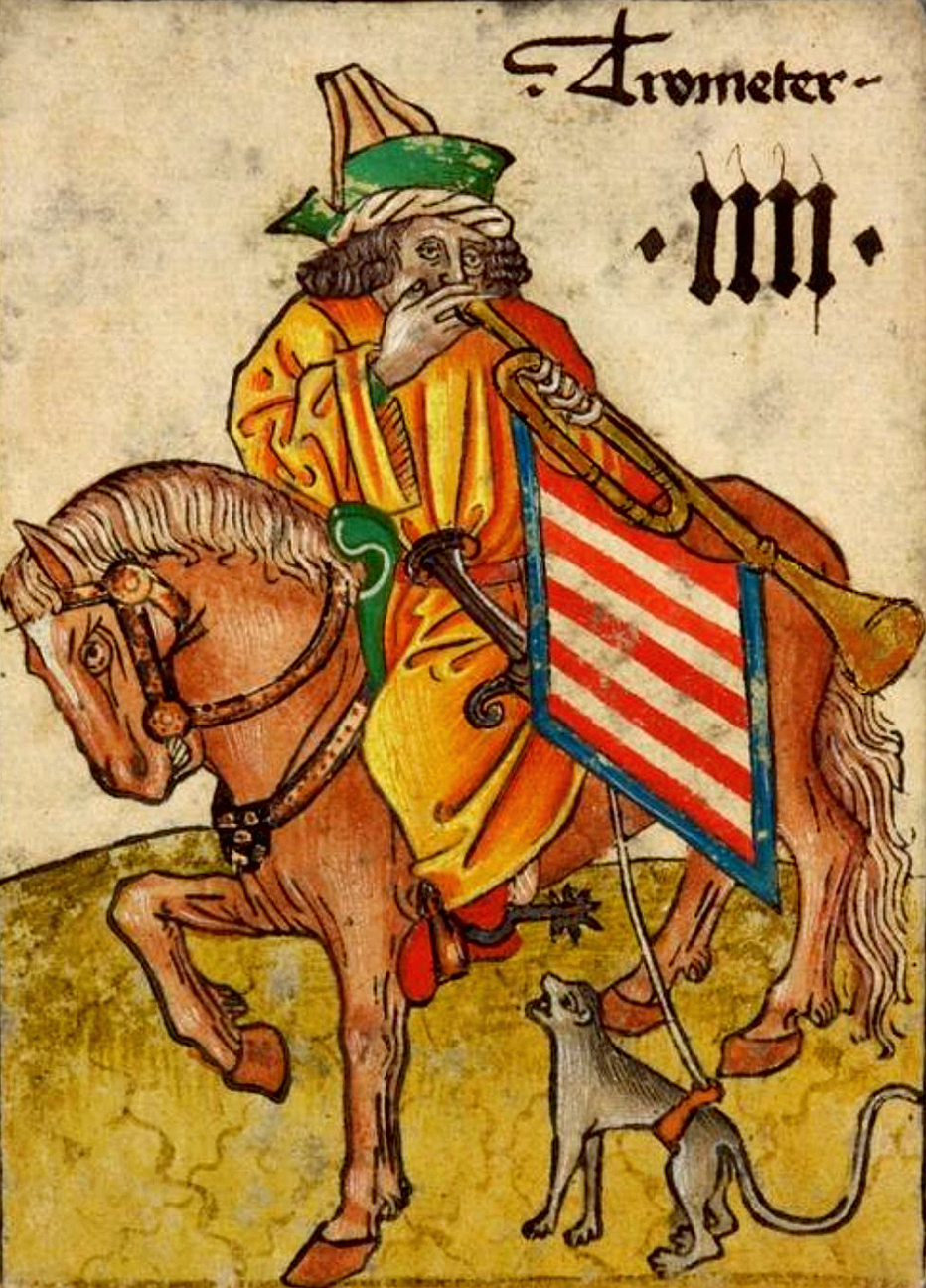
Középkori bécsi udvari kártyajáték (Hofämterspiel) egy lapja

A kártyajátékokat általában több ember játssza együtt kártyalapok segítségével, ezek a társasjátékok közé tartoznak. A pasziánszok speciálisak, mert csak egy ember vesz bennük részt: a cél egy meghatározott helyzet elérése (általában az összes kártya felhasználásával).
A kártyajátékokat a legegyszerűbb az általuk használt kártyák típusa alapján csoportosítani. A legelterjedtebb kártyák a francia, a magyar és a tarokk-kártya. Ez utóbbival csak a tarokk nevű játékot játsszák, az előbbi kettőre azonban számtalan játék alapul. Speciális kártyák is vannak, ilyenek a tematikus kártyák (például az autóskártyák), vagy a gyűjtögetős kártyák.
Bizonyos kártyajátékokat versenyszerűen is lehet játszani, ezek közül a legismertebb és messze a legelterjedtebben űzött a bridzs. Ezen kívül még a tarokk, a póker és a rablóulti játszható hivatalosan versenyszerűen.

## Eredete
| Olasz                      | kehely | érmék  | pálcák | kard  |
| Spanyol                    | kehely | érmék  | pálcák | kard  |
| Svájci-német               | rózsa  | csengő | makk   | pajzs |
| Német/Magyar kártya színei | piros  | tök    | makk   | zöld  |
| Francia kártya színei      | kőr    | káró   | treff  | pikk  |

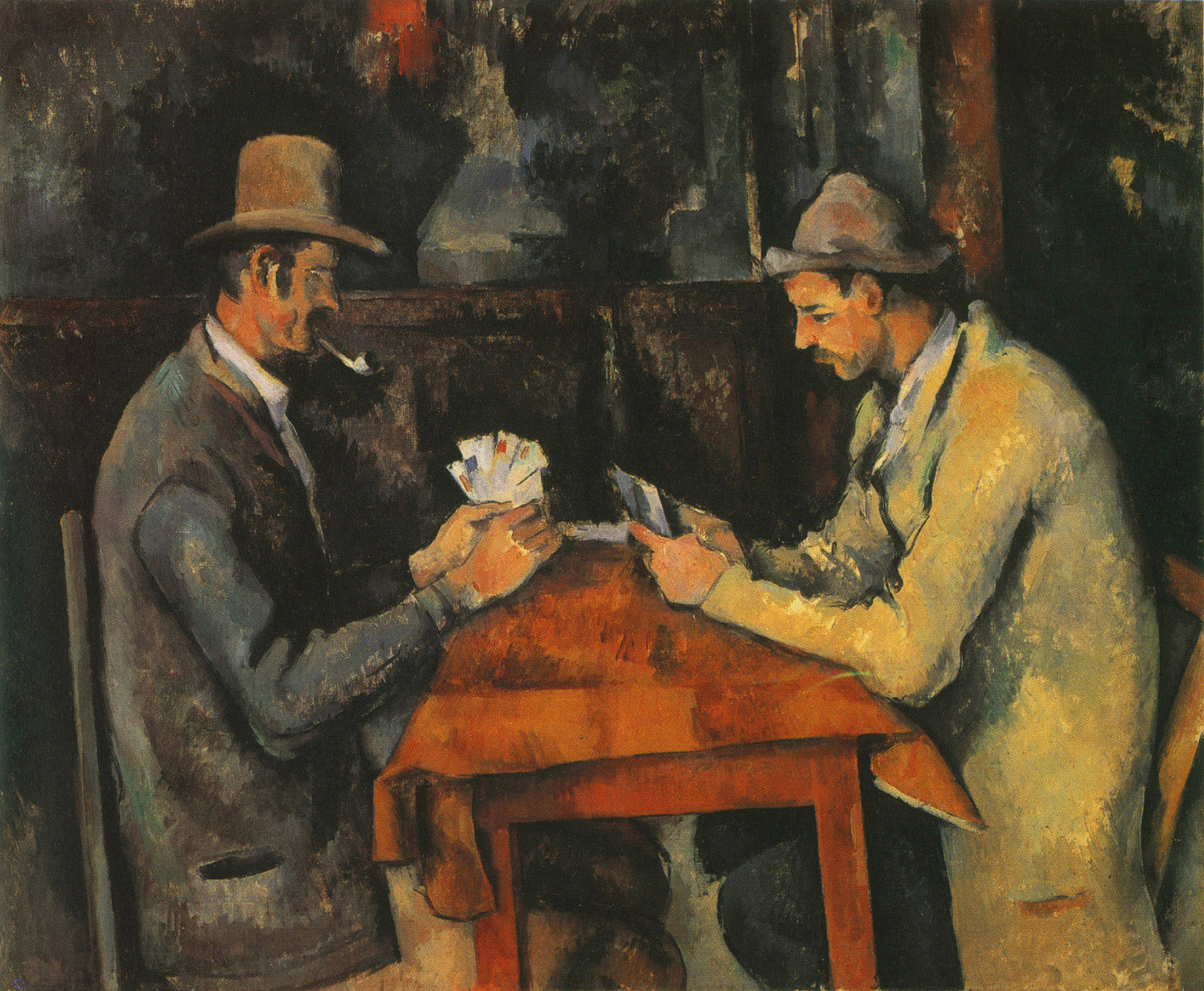
Paul Cezanne: A kártyajátékosok

A kártyajáték pontos eredete nem ismert. Kínában, Indiában, Perzsiában egyaránt fellelhetőek voltak kártyajátékok, különböző időkben. A Csing Ce-tung-féle kínai lexikon szerint 3000 esztendővel ezelőtt, Senn-Ho császár uralkodása idején eszelték ki a mai kártya elődjét egy udvarhölgy szórakoztatására. Európába a Mamlúk-Egyiptomból jöhetett 1370 körül, Franciaországban 1377-ben már feljegyezték.
A kártyákon lévő alakok és fő szín fajai az európai ország történetében éppúgy mutatnak különbségeket mint kapcsolódásra utaló hasonlóságot. Olaszországban a Tarokk és a velencei trappola jelent meg, utóbbiban már fel lelehető négy szín melyek a négy társadalmi osztályra is utalhatnak: spada (kard), coppe (kehely), denari (érmék) és bastoni (pálcák). Ezenkívül még három kép: király, lovag, felső, később királyné is, továbbá 6 szín- vagy számjegyes kártya I, II, VII, VIII, IX és XI.
A francia kártya ismertető jelei 1480 körül érkezhettetek német kártyákról. A németek függetlenítették magukat az olasz befolyástól, és a XV. század közepén új sorozatjelekkel megteremtették a saját kártyájukat: szív, a levél, a makk, a – nálunk töknek nevezett – csengő jelképezte. A francián ezek absztraktabb formáival találkozhatunk.
A színek megjelenése és elnevezésére is számos variáció létrejött, bizonyos pontok hasonlóságot mutat a német és a magyar kártyával. A eredete csak találgatások vannak. Egyes formákban a színek természeti formák fedezhetőek fel, de például Zolnay Vilmos hadi színezettel ruházza fel őket: a kőr (franciául hasonló kiejtésű cœur) – vagyis a szív – a bátorság jelképe volt. A pikk (pique) lándzsa végződését ábrázolhatná, a káró (carreau) nyílhegy, Végül a treff (trèfle), vagyis lóhere, a lovasság.
Ráth-Végh István kártyatörténeti könyvében azt olvashatjuk, hogy a kártyajáték feltalálása Gringonneur, 15. századbeli francia festő nevéhez fűződik. Úgy hírlik, hogy ő eszelte ki a figurákat is, mégpedig azzal a céllal, hogy elszórakoztassa VI. Károly francia királyt. Ám a király köztudottan elmebeteg volt, és hogy az ő használatára készült volna az első pakli, az csupán történelmi anekdota. Igaz viszont, hogy VI. Károly szeretett kártyázni. Még az is igaz, hogy a feljegyzések szerint Gringonneurnek kifizettek három, díszekben pompázó kártyacsomagért bizonyos – elég borsos – összeget, magát a kártyát azonban már korábban ismerték Európában.

## A kártyajátékok fajtái

### A. Ütéses
- 1. egyszerű ütéses (Aluette, Boston, Pikét, Durák, Ékarté, Zsírozás)
- 2. összetett / komplex ütéses (Alsós, Barbue, Rikiki, Tarokk, Bridge, Ulti, Snapszer)

### B. Kombinációgyűjtő
- 1. összefüggésgyűjtő (Authors)
- 2. sorozatgyűjtő (Csapd le)
- 3. sor + összefüggésgyűjtő (Cribbage)
- 4. párosító (Escoba, Scopa)
- 5. húzó-lerakó (Kanaszta, Ramino, Römi)
- 6. ütéses sorozatgyűjtő (Calypso)

### C. Elfogyasztó
- 1. sorozatépítő elfogyasztó (Barbü, Snip-snap)
- 2. sor-rang (Epsom, Fantan)
- 3. szín-rang (Crazy eights)
- 4. párosító elfogyasztó (Old maid, Fekete Péter)
- 5. ütéses elfogyasztó (Tronduc, Cseng sang ju)
- 6. ütésfelvevő elfogyasztó (Koziri, Portugalese)
- 7. csoportosító ütéses elfogyasztó (Hűbéres, Sanyi)

### D. Összehasonlító
(21, As-nas, Baccarat, Black Jack, Fajer, Ferbli, Póker)

### E. Sanszjáték
(Kopka, Basette, Nasi vasi, Blüchern)

## A kártyajátékok listája

### Francia kártyán alapuló játékok
| Francia kártya színei | kőr   | káró | treff | pikk |
| Magyar kártya színei  | piros | tök  | makk  | zöld |

- Bridzs
- Fekete dáma
- Huszonegy
- Holland kocsma
- Kanaszta
- Póker
- Preferánsz
- Pasziánsz
- Szőnyeg pasziánsz
- Rikiki
- Rablórömi
- Römi
- Kent-kupé
- Hűbéres

### Magyar kártyán alapuló játékok
- Alsós
- Durák
- Fáraó
- Ferbli
- Huszonegyes
- Hatvanhat
- Kaláber
- Kent-kupé
- Lórum
- Makaó
- Máriás
- Preferánsz
- Snapszer
- Rablóulti
- Zsírozás
- Német fajer

### Tarokk kártyán alapuló játékok
- Tarokk
- Trisák tarokk
- Jókai-hármas

### Egyéb kártyákon alapuló játékok
- Gyűjtögetős kártyajátékok
  - Magic: The Gathering
  - Hatalom Kártyái kártyajáték
  - Imperátor (kártyajáték)
  - M.A.G.U.S. (kártyajáték)
  - Hearthstone